# UCI World Tour 2014
L'UCI World Tour 2014 fou la quarta edició de l'UCI World Tour. Comptà amb les mateixes 29 proves que en l'edició precedent. Alejandro Valverde (Movistar Team) s'imposà en la classificació individual i el seguiren Alberto Contador (Team Tinkoff) i Simon Gerrans (Orica GreenEDGE). Per la seva banda, el Movistar revalidà la victòria en la classificació per equips aconseguida la temporada anterior.

## Puntuació
Com en l'edició anterior, els únics ciclistes que podien sumar punts per a la classificació general eren els membres d'un equip amb categoria ProTour. No obstant això, els ciclistes dels equips convidats en les proves World Tour sumaven punts pel "ranking" que atribueix els punts en la classificació "Team Value" (el criteri esportiu per obtenir les llicències World Tour).
Les puntuacions variaven en funció de la categoria de les proves:
| Classificació general  | 1r  | 2n  | 3r  | 4t  | 5è  | 6è | 7è | 8è | 9è | 10è | 11è | 12è | 13è | 14è | 15è | 16è | 17è | 18è | 19è | 20è |
| ---------------------- | --- | --- | --- | --- | --- | -- | -- | -- | -- | --- | --- | --- | --- | --- | --- | --- | --- | --- | --- | --- |
| Proves de 1a categoria | 200 | 150 | 120 | 110 | 100 | 90 | 80 | 70 | 60 | 50  | 40  | 30  | 24  | 20  | 16  | 12  | 10  | 8   | 6   | 4   |
| Proves de 2a categoria | 170 | 130 | 100 | 90  | 80  | 70 | 60 | 52 | 44 | 38  | 32  | 26  | 22  | 18  | 14  | 10  | 8   | 6   | 4   | 2   |
| Proves de 3a categoria | 100 | 80  | 70  | 60  | 50  | 40 | 30 | 20 | 10 | 4   | –   | –   | –   | –   | –   | –   | –   | –   | –   | –   |
| Proves de 4a categoria | 80  | 60  | 50  | 40  | 30  | 22 | 14 | 10 | 6  | 2   | –   | –   | –   | –   | –   | –   | –   | –   | –   | –   |

| Classificació de l'etapa | 1r | 2n | 3r | 4t | 5è |
| ------------------------ | -- | -- | -- | -- | -- |
| Proves de 1a categoria   | 20 | 10 | 6  | 4  | 2  |
| Proves de 2a categoria   | 16 | 8  | 4  | 2  | 1  |
| Proves de 3a categoria   | 6  | 4  | 2  | 1  | 1  |

- Proves de 1a categoria: Tour de França.
- Proves de 2a categoria: Giro d'Itàlia i Volta a Espanya.
- Proves de 3a categoria: Tour Down Under, París-Niça, Tirrena-Adriàtica, Milà-Sanremo, Volta a Catalunya, Tour de Flandes, Volta al País Basc, París-Roubaix, Lieja-Bastogne-Lieja, Tour de Romandia, Critèrium del Dauphiné, Volta a Suïssa, Volta a Polònia, Eneco Tour, Volta a Llombardia i Tour de Pequín.
- Proves de 4a categoria : E3 Harelbeke, Gant-Wevelgem, Amstel Gold Race, Fletxa Valona, Clàssica de Sant Sebastià, Vattenfall Cyclassics, GP Ouest France-Plouay, Gran Premi Ciclista de Quebec i Gran Premi Ciclista de Mont-real.[4]

A banda de la classificació individual, l'UCI World Tour 2014 també comptava amb una classificació per equips i una altra per països. La classificació per equips s'establia a partir de la suma de punts dels millors cinc ciclistes de cada equip en la classificació individual. La classificació per països s'obtenia a partir de la suma dels punts obtinguts pels millors cinc ciclistes de cada país en la classificació individual.

## Equips
El 10 de desembre de 2013 l'UCI anuncià la llista dels 18 equips que formarien part del World Tour i que, conseqüentment, tenien el dret, i l'obligació, de participar en totes les curses del calendari.
| Nom de l'equip          | País          | Codi |
| ----------------------- | ------------- | ---- |
| AG2R La Mondiale        | França        | ALM  |
| Argos-Shimano           | Països Baixos | ARG  |
| Astana Qazaqstan Team   | Kazakhstan    | AST  |
| Belkin Pro Cycling Team | Països Baixos | BEL  |
| BMC Racing Team         | Estats Units  | BMC  |
| Cannondale              | Itàlia        | CAN  |
| Team Europcar           | França        | EUC  |
| FDJ                     | França        | FDJ  |
| Garmin-Sharp            | Estats Units  | GRS  |
| Team Katusha            | Rússia        | KAT  |
| Lampre-Merida           | Itàlia        | LAM  |
| Lotto-Belisol           | Bèlgica       | LTB  |
| Movistar Team           | Espanya       | MOV  |
| Omega Pharma-Quick Step | Bèlgica       | OPQ  |
| Orica-GreenEDGE         | Austràlia     | OGE  |
| Team Tinkoff-Saxo       | Dinamarca     | TCS  |
| Team Sky                | Regne Unit    | SKY  |
| Trek Factory Racing     | Estats Units  | TFR  |

## Calendari i resultats
|    | Data                      | Nom de la cursa                                            | País                    | Vencedor                         | Classificació individual | Classificació per equips      | Classificació per país |
| -- | ------------------------- | ---------------------------------------------------------- | ----------------------- | -------------------------------- | ------------------------ | ----------------------------- | ---------------------- |
| 1  | 21-26 de gener            | Tour Down Under                                            | Austràlia               | Simon Gerrans (AUS)              | Simon Gerrans (AUS)      | Orica-GreenEDGE (AUS)         | Austràlia              |
| 2  | 9-16 de març              | París-Niça                                                 | França                  | Carlos Betancur (COL)            | Carlos Betancur (COL)    | Lampre-Merida (ITA)           | Austràlia              |
| 3  | 12-18 de març             | Tirrena-Adriàtica                                          | Itàlia                  | Alberto Contador (ESP)           | Carlos Betancur (COL)    | AG2R La Mondiale (ITA)        | Austràlia              |
| 4  | 23 de març                | Milà-Sanremo                                               | Itàlia                  | Alexander Kristoff (NOR)         | Carlos Betancur (COL)    | Movistar Team (ESP)           | Austràlia              |
| 5  | 28 de març                | E3 Harelbeke                                               | Bèlgica                 | Peter Sagan (SVK)                | Carlos Betancur (COL)    | Movistar Team (ESP)           | Austràlia              |
| 6  | 24-30 de març             | Volta a Catalunya                                          | Catalunya               | Joaquim Rodríguez (CAT)          | Alberto Contador (ESP)   | AG2R La Mondiale (FRA)        | Espanya                |
| 7  | 30 de març                | Gant-Wevelgem                                              | Bèlgica                 | John Degenkolb (GER)             | Alberto Contador (ESP)   | AG2R La Mondiale (FRA)        | Espanya                |
| 8  | 6 d'abril                 | Tour de Flandes                                            | Bèlgica                 | Fabian Cancellara (SUI)          | Alberto Contador (ESP)   | Omega Pharma-Quick Step (BEL) | Espanya                |
| 9  | 7-12 d'abril              | Volta al País Basc                                         | País Basc               | Alberto Contador (ESP)           | Alberto Contador (ESP)   | Omega Pharma-Quick Step (BEL) | Espanya                |
| 10 | 13 d'abril                | París-Roubaix                                              | França                  | Niki Terpstra (NED)              | Alberto Contador (ESP)   | Omega Pharma-Quick Step (BEL) | Espanya                |
| 11 | 20 d'abril                | Amstel Gold Race                                           | Països Baixos           | Philippe Gilbert (BEL)           | Alberto Contador (ESP)   | Omega Pharma-Quick Step (BEL) | Espanya                |
| 12 | 23 d'abril                | Fletxa Valona                                              | Bèlgica                 | Alejandro Valverde (ESP)         | Alberto Contador (ESP)   | Omega Pharma-Quick Step (BEL) | Espanya                |
| 13 | 27 d'abril                | Lieja-Bastogne-Lieja                                       | Bèlgica                 | Simon Gerrans (AUS)              | Alberto Contador (ESP)   | Omega Pharma-Quick Step (BEL) | Espanya                |
| 14 | 29 d'abril-5 de maig      | Tour de Romandia                                           | Suïssa                  | Christopher Froome (GBR)         | Alberto Contador (ESP)   | Omega Pharma-Quick Step (BEL) | Espanya                |
| 15 | 9 de maig-1 de juny       | Giro d'Itàlia                                              | Itàlia                  | Nairo Quintana (COL)             | Nairo Quintana (COL)     | Omega Pharma-Quick Step (BEL) | Espanya                |
| 16 | 8-15 de juny              | Critèrium del Dauphiné                                     | França                  | Andrew Talansky (USA)            | Alberto Contador (ESP)   | Omega Pharma-Quick Step (BEL) | Espanya                |
| 17 | 14-22 de juny             | Volta a Suïssa                                             | Suïssa                  | Rui Alberto Faria da Costa (POR) | Alberto Contador (ESP)   | Omega Pharma-Quick Step (BEL) | Espanya                |
| 18 | 5-27 de juliol            | Tour de França                                             | França                  | Vincenzo Nibali (ITA)            | Alberto Contador (ESP)   | Movistar Team (ESP)           | Espanya                |
| 19 | 2 d'agost                 | Clàssica de Sant Sebastià                                  | País Basc               | Alejandro Valverde (ESP)         | Alejandro Valverde (ESP) | Movistar Team (ESP)           | Espanya                |
| 20 | 3-9 d'agost               | Volta a Polònia                                            | Polònia                 | Rafał Majka (POL)                | Alejandro Valverde (ESP) | Movistar Team (ESP)           | Espanya                |
| 21 | 11-17 d'agost             | Eneco Tour                                                 | Països Baixos · Bèlgica | Tim Wellens (BEL)                | Alejandro Valverde (ESP) | Movistar Team (ESP)           | Espanya                |
| 23 | 24 d'agost                | Vattenfall Cyclassics                                      | Alemanya                | Alexander Kristoff (NOR)         | Alejandro Valverde (ESP) | Movistar Team (ESP)           | Espanya                |
| 24 | 31 d'agost                | GP Ouest France-Plouay                                     | França                  | Sylvain Chavanel (FRA)           | Alejandro Valverde (ESP) | Movistar Team (ESP)           | Espanya                |
| 25 | 12 de setembre            | G. P. Ciclista de Quebec                                   | Canadà                  | Simon Gerrans (AUS)              | Alejandro Valverde (ESP) | Movistar Team (ESP)           | Espanya                |
| 22 | 23 d'agost-14 de setembre | Volta a Espanya                                            | Espanya                 | Alberto Contador (ESP)           | Alberto Contador (ESP)   | Movistar Team (ESP)           | Espanya                |
| 26 | 14 de setembre            | G. P. Ciclista de Mont-real                                | Canadà                  | Simon Gerrans (AUS)              | Alberto Contador (ESP)   | Movistar Team (ESP)           | Espanya                |
| 27 | 21 de setembre            | Contrarellotge per equips al Campionat del món de ciclisme | Espanya                 | BMC Racing Team (USA)            | Alberto Contador (ESP)   | Movistar Team (ESP)           | Espanya                |
| 28 | 5 d'octubre               | Volta a Llombardia                                         | Itàlia                  | Daniel Martin (IRL)              | Alejandro Valverde (ESP) | Movistar Team (ESP)           | Espanya                |
| 29 | 10-14 d'octubre           | Tour de Pequín                                             | R.P. de la Xina         | Philippe Gilbert (BEL)           | Alejandro Valverde (ESP) | Movistar Team (ESP)           | Espanya                |

Notes
1. ↑  El Campionat del Món de ciclisme en contrarellotge per equips sols dona punts en la classificació per equips, no en la individual ni per països.

## Classificacions

### Classificació individual
Ciclistes amb el mateix nombre de punts es classifiquen per nombre de victòries, i si persisteix l'empat pel nombre de segons llocs, tercers llocs, i així successivament, en les curses World Tour i les etapes.
| Pos. | Nom                          | Equip                   | Punts |
| ---- | ---------------------------- | ----------------------- | ----- |
| 1    | Alejandro Valverde (ESP)     | Movistar Team           | 686   |
| 2    | Alberto Contador (ESP)       | Team Tinkoff-Saxo       | 620   |
| 3    | Simon Gerrans (AUS)          | Orica-GreenEDGE         | 478   |
| 4    | Rui Costa (POR)              | Lampre-Merida           | 461   |
| 5    | Vincenzo Nibali (ITA)        | Astana Qazaqstan Team   | 392   |
| 6    | Nairo Quintana (COL)         | Movistar Team           | 346   |
| 7    | Chris Froome (GBR)           | Team Sky                | 326   |
| 8    | Alexander Kristoff (NOR)     | Team Katusha            | 321   |
| 9    | Daniel Martin (IRL)          | Garmin-Sharp            | 316   |
| 10   | Jean-Christophe Péraud (FRA) | AG2R La Mondiale        | 300   |
| 11   | Fabian Cancellara (SUI)      | Trek Factory Racing     | 286   |
| 12   | Joaquim Rodríguez (CAT)      | Team Katusha            | 286   |
| 13   | John Degenkolb (GER)         | Giant-Shimano           | 278   |
| 14   | Philippe Gilbert (BEL)       | BMC Racing Team         | 272   |
| 15   | Peter Sagan (SVK)            | Cannondale              | 263   |
| 16   | Michał Kwiatkowski (POL)     | Omega Pharma-Quick Step | 257   |
| 17   | Fabio Aru (ITA)              | Astana Qazaqstan Team   | 248   |
| 18   | Romain Bardet (FRA)          | AG2R La Mondiale        | 247   |
| 19   | Bauke Mollema (NED)          | Belkin Pro Cycling Team | 246   |
| 20   | Rafał Majka (POL)            | Team Tinkoff-Saxo       | 241   |
| 21   | Tom Dumoulin (NED)           | Giant-Shimano           | 240   |
| 22   | Tejay van Garderen (USA)     | BMC Racing Team         | 219   |
| 23   | Sep Vanmarcke (BEL)          | Belkin Pro Cycling Team | 216   |
| 24   | Greg Van Avermaet (BEL)      | BMC Racing Team         | 210   |
| 25   | Tim Wellens (BEL)            | Lotto-Belisol           | 204   |

- 236 ciclistes aconseguiren puntuar. 43 altres ciclistes finalitzaren en posicions de punts, però no han foren compatibilitzats per no formar part d'equips amb categoria World Tour.

### Classificació per equips
La classificació per equips es calcula per la suma de la posició dels cinc millors ciclistes de cada un dels equips, més els punts obtinguts en la Contrarellotge per equips masculina.
| Pos. | Equip                   | Punts | Millors 5 ciclistes                                                                  | WTTT |
| ---- | ----------------------- | ----- | ------------------------------------------------------------------------------------ | ---- |
| 1    | Movistar Team           | 1.440 | Valverde (686), N. Quintana (346), Intxausti (119), I. Izagirre (105), Lobato (74)   | 110  |
| 2    | BMC Racing Team         | 1.212 | Gilbert (272), van Garderen (219), Van Avermaet (210), Evans (188), Sánchez (123)    | 200  |
| 3    | Team Tinkoff-Saxo       | 1.186 | Contador (620), Majka (241), Kreuziger (135), Rogers (60), Bennati (10)              | 120  |
| 4    | Omega Pharma-Quick Step | 1.016 | Kwiatkowski (257), Terpstra (200), Urán (173), T. Martin (146), Vandenbergh (100)    | 140  |
| 5    | Orica-GreenEDGE         | 953   | Gerrans (478), Chaves (80), Albasini (80), Impey (73), Matthews (72)                 | 170  |
| 6    | Team Katusha            | 938   | Kristoff (321), Rodríguez (286), Špilak (173), D. Moreno (84), G. Caruso (74)        | 0    |
| 7    | AG2R La Mondiale        | 919   | Péraud (300), Bardet (247), Pozzovivo (197), Betancur (114), Riblon (61)             | 0    |
| 8    | Giant-Shimano           | 905   | Degenkolb (278), T. Dumoulin (240), Kittel (136), Barguil (103), Mezgec (48)         | 90   |
| 9    | Team Sky                | 890   | Froome (326), Thomas (168), Nieve (104), Swift (91), Porte (71)                      | 130  |
| 10   | Astana Qazaqstan Team   | 823   | Nibali (392), Aru (248), Fuglsang (97), Hrivko (60), Gasparotto (26)                 | 0    |
| 11   | Garmin-Sharp            | 807   | D. Martin (316), Talansky (135), Navardauskas (126), Slagter (84), Hesjedal (76)     | 70   |
| 12   | Belkin Pro Cycling Team | 795   | Mollema (246), Vanmarcke (216), Kelderman (162), Boom (109), Gesink (62)             | 0    |
| 13   | Trek Factory Racing     | 759   | Cancellara (286), Nizzolo (108), Arredondo (101), Zubeldia (84), Kišerlovski (80)    | 100  |
| 14   | Lampre-Merida           | 706   | Costa (461), Ulissi (125), Niemiec (67), Modolo (36), Cimolai (17)                   | 0    |
| 15   | Lotto-Belisol           | 590   | Wellens (204), Gallopin (140), J. Vanendert (104), Van den Broeck (96), Greipel (46) | 0    |
| 16   | FDJ                     | 505   | Pinot (162), Vichot (128), Bouhanni (116), Démare (77), Geniez (22)                  | 0    |
| 17   | Cannondale              | 456   | P. Sagan (263), D. Caruso (47), Formolo (30), De Marchi (22), Basso (14)             | 80   |
| 18   | Team Europcar           | 271   | Rolland (138), Gautier (84), Sicard (22), Voeckler (16), Coquard (11)                | 0    |

### Classificació per país
La suma dels punts dels 5 primers ciclistes de cada país de la classificació individual dona lloc a la classificació per país. Aquesta classificació és la que determina, en finalitzar la Clàssica de Sant Sebastià, el nombre de ciclistes que poden participar en la cursa en ruta dels Mundials de Ciclisme.
| Pos. | País          | Punts | Millors cinc ciclistes                                                                |
| ---- | ------------- | ----- | ------------------------------------------------------------------------------------- |
| 1    | Espanya       | 1834  | Valverde (686), Contador (620), Rodríguez (286), Sánchez (123), Intxausti (119)       |
| 2    | Itàlia        | 1070  | Nibali (392), Aru (248), Pozzovivo (197), Ulissi (125), Nizzolo (108)                 |
| 3    | Bèlgica       | 1006  | Gilbert (272), Vanmarcke (216), Van Avermaet (210), Wellens (204), J. Vanendert (104) |
| 4    | França        | 987   | Péraud (300), Bardet (247), Pinot (162), Gallopin (140), Rolland (138)                |
| 5    | Països Baixos | 957   | Mollema (246), T. Dumoulin (240), Terpstra (200), Kelderman (162), Boom (109)         |
| 6    | Austràlia     | 869   | Gerrans (478), Evans (188), Matthews (72), Porte (71), Rogers (60)                    |
| 7    | Colòmbia      | 814   | N. Quintana (346), Urán (173), Betancur (114), Arredondo (101), Chaves (80)           |
| 8    | Regne Unit    | 721   | Froome (326), Thomas (168), Cavendish (92), Swift (91), A. Yates (44)                 |
| 9    | Alemanya      | 640   | Degenkolb (278), T. Martin (146), Kittel (136), Greipel (46), Geschke (34)            |
| 10   | Polònia       | 565   | Kwiatkowski (257), Majka (241), Niemiec (67)                                          |
| 11   | Portugal      | 400   | Costa (461), Cardoso (2)                                                              |
| 12   | Estats Units  | 430   | van Garderen (219), Talansky (135), Farrar (64), Horner (10), Warbasse (2)            |
| 13   | Suïssa        | 423   | Cancellara (286), Albasini (80), Morabito (42), Zaugg (9), Dillier (6)                |
| 14   | Irlanda       | 357   | D. Martin (316), Deignan (38), Roche (3)                                              |
| 15   | Noruega       | 332   | Kristoff (321), Hushovd (8), Boasson Hagen (2), Nordhaug (1)                          |

- Ciclistes de 34 països han puntuat.